# Озерянский сельский совет (Борщёвский район)
Озерянский сельский совет (укр. Озерянська сільська рада) — входит в состав
Борщёвского района
Тернопольской области
Украины.
Административный центр сельского совета находится в селе Озеряны.

## Населённые пункты совета
- с. Озеряны
- с. Констанция